# Herrenbrücke (Herrenwyk)

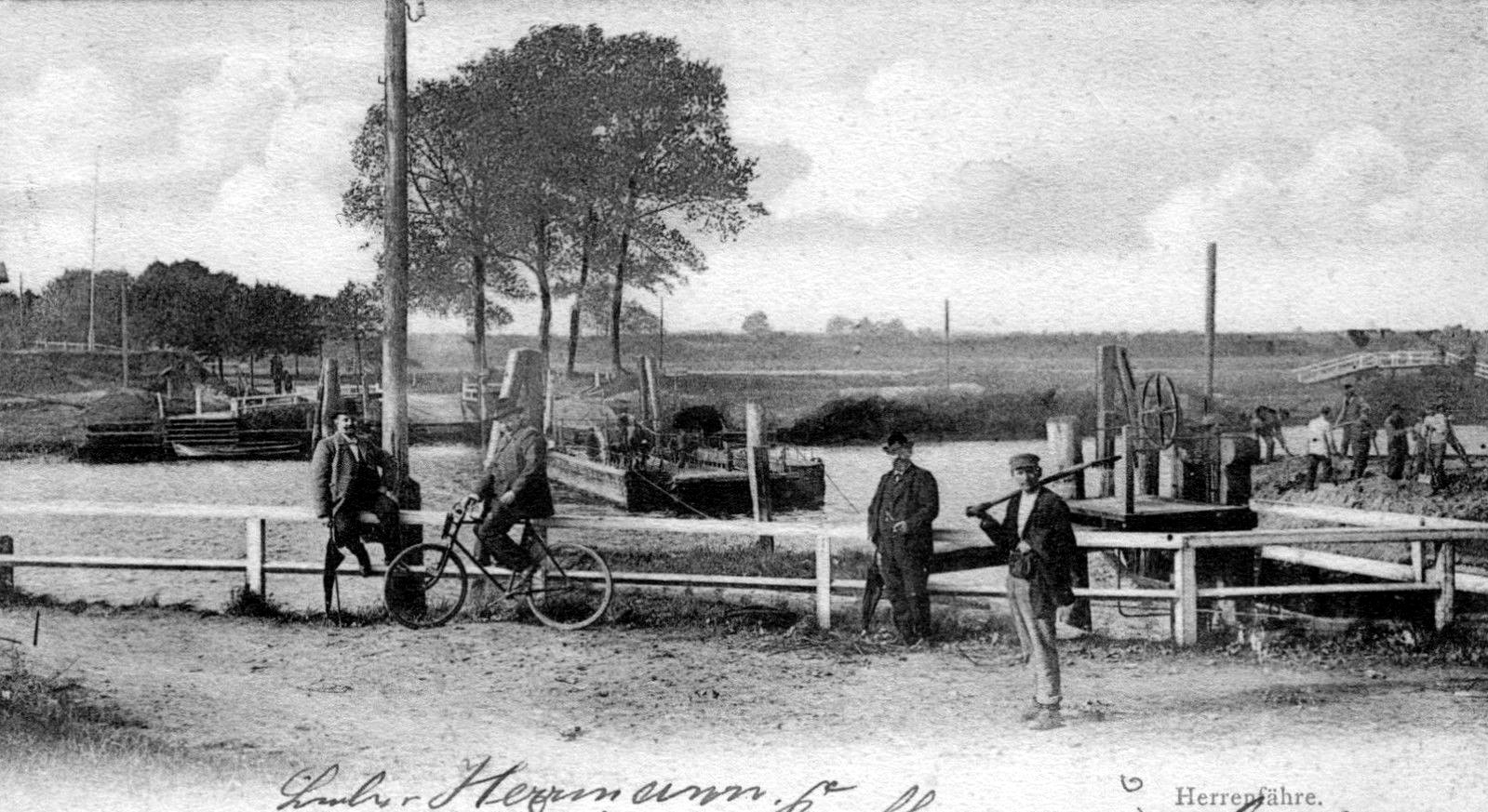
Querung der Trave vor dem Brückenbau

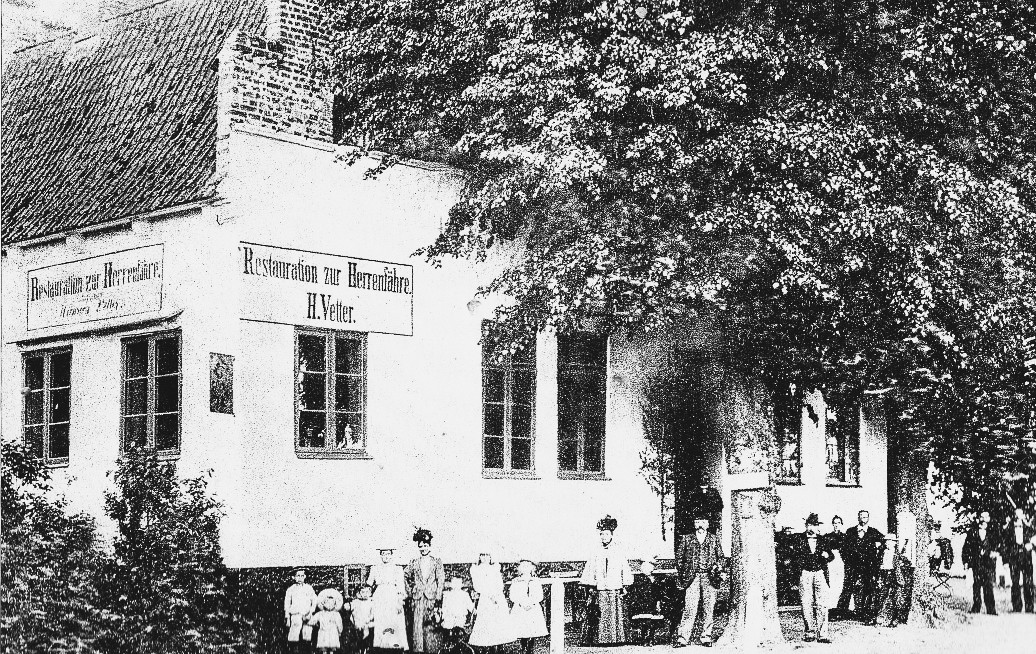
Gasthaus an der Herrenfähre vor dem Bau der ersten Herrenbrücke.

Die durch den finnischen Dampfer Baltic am 24. April 1909 zerstörte erste Herrenbrücke von 1901/1902

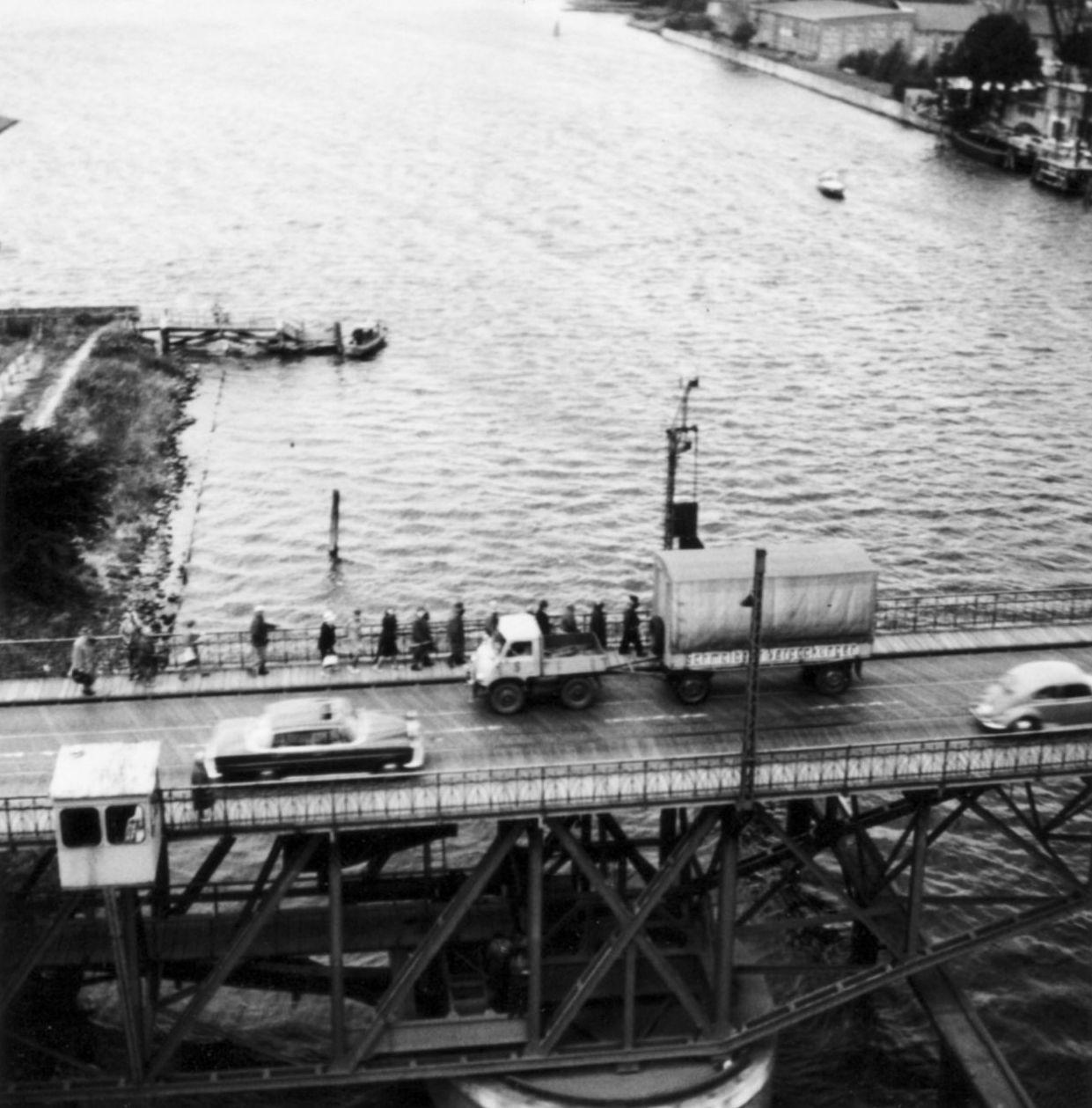
1964: Blick von der neuen Brücke auf die alte Drehbrücke anlässlich der Eröffnung

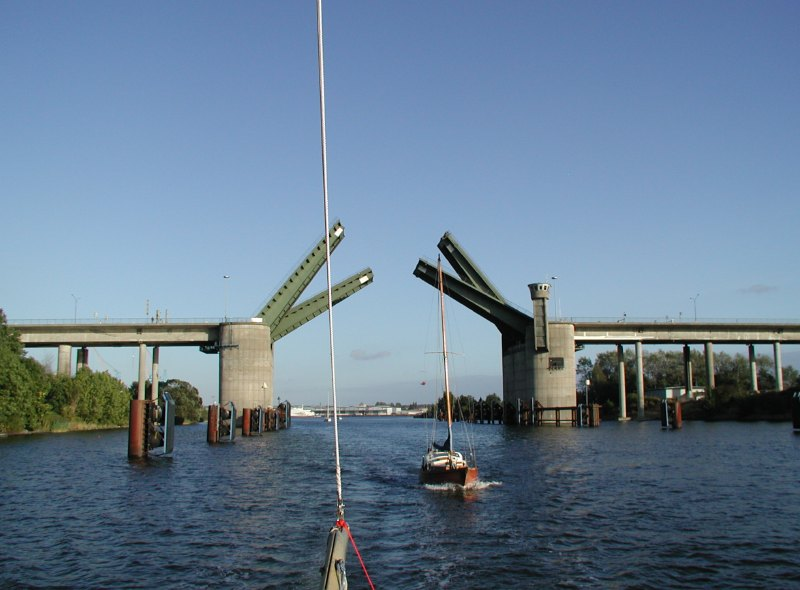
Herrenbrücke

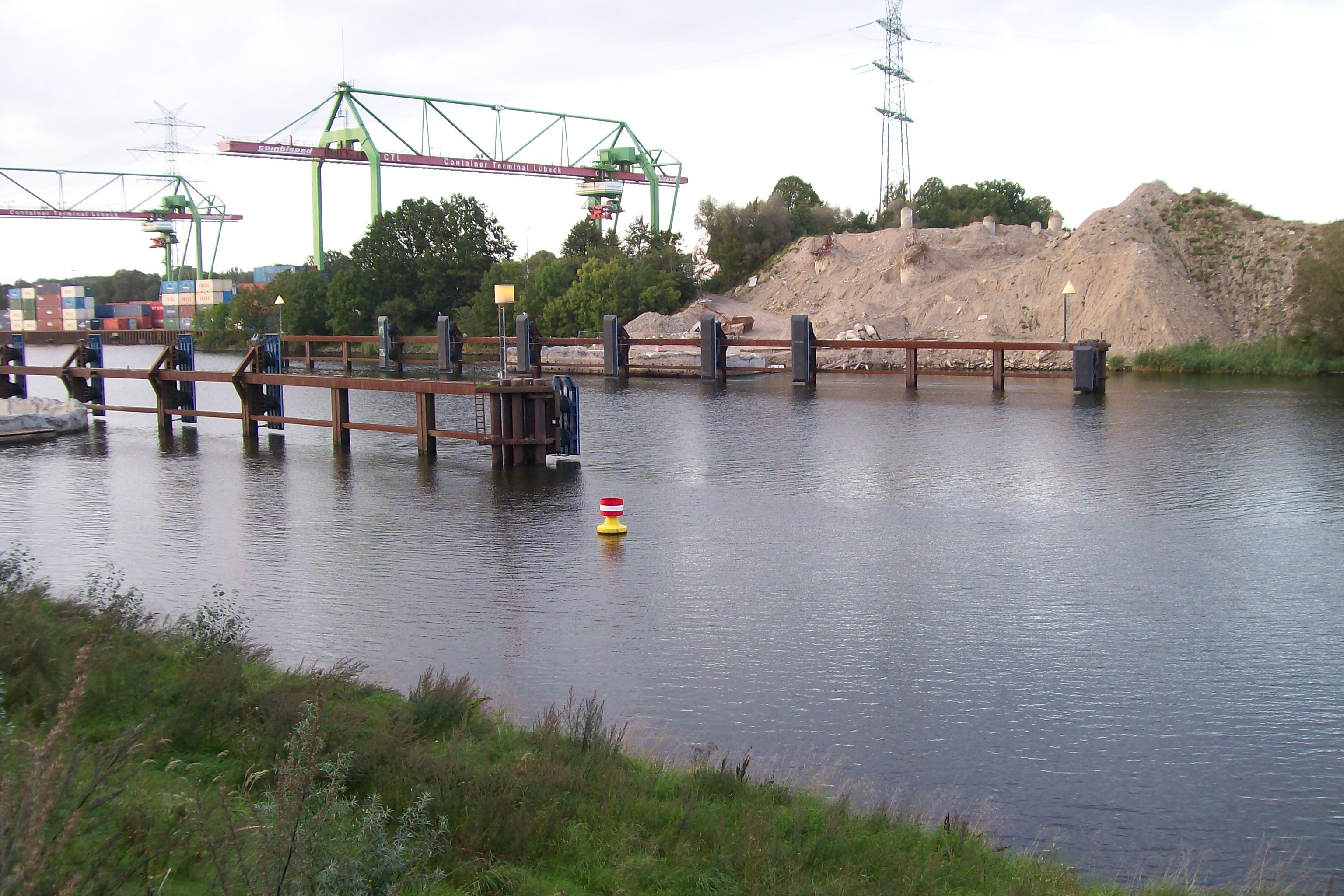
Reste der Herrenbrücke in Herrenwyk, September 2007, Blick von der Herreninsel

Die Herrenbrücke war eine Straßenbrücke, die im Zuge der Travemünder Allee (B 75) in Lübeck zwischen den Stadtteilen Schlutup und Travemünde im Stadtteil Herrenwyk die Trave überquerte. Die hier Untertrave genannte Wasserstraße verbindet Schlutup mit Travemünde und mündet dort in die Ostsee.
Die Begriffe Herrenbrücke und Herrenwyk leiten sich von dem Wort Hering ab, der hier aufgrund einer natürlichen Verengung der Trave in großen Mengen gefangen wurde.

## Geschichte
Im Jahr 1901 wurde die damals noch mehr mäandrierende Trave zur Erleichterung der Schifffahrt zum Lübecker Hafen ausgebaut und in ihrem Verlauf begradigt. In diesem Zuge wurde im Bereich der Herreninsel unter Peter Rehder ein neuer Durchstich, Gothmund–Großer Avelund, geschaffen. Dieser musste mit einer Brücke für den Straßenverkehr überwunden werden. Dies geschah durch eine eiserne Drehbrücke, die auch der Straßenbahn diente. Baubeginn der Brücke war im April 1901, die Freigabe für den Straßenverkehr erfolgte am 1. April 1902, der Schiffsverkehr folgte ab Oktober 1902.
Während der Wirtschaftswunderzeit wurde die alte, nur zwei Spuren bei 5,4 m Fahrbahnbreite aufweisende, Brücke zu klein, sodass ab dem 1. September 1960 neben der alten Drehbrücke eine neue, größere Klappbrücke gebaut wurde. Nach der Freigabe der damals größten Klappbrücke Europas am 4. August 1964 wurde die alte Brücke abgebaut. Die neue Herrenbrücke mit zwei getrennten zweispurigen Fahrbahnen hatte vier Klappelemente (zwei für jede Fahrtrichtung) und wies eine größere lichte Weite zwischen den beiden Strompfeilern auf. Dies ermöglichte die Verbreiterung und Vertiefung des Fahrwassers der Untertrave. Die größere Höhe der neuen Brücke erforderte längere Zufahrten an beiden Ufern bei einer Länge zusammen mit den Vorlandbrücken von etwa 550 Metern, ermöglichte aber eine Durchfahrt von vielen Schiffen mit bis zu 22 Meter Höhe ohne Brückenöffnung, sodass der Straßenverkehr nicht mehr so oft wie früher unterbrochen werden musste.
Aufgrund von Konstruktionsfehlern gab es jedoch von Anbeginn Probleme mit dem Klappmechanismus. Die Brücke öffnete und schloss sich nicht zuverlässig und verursachte damit oft brenzlige Situationen. Konnte sie nicht oder nicht rechtzeitig geöffnet werden, mussten Schiffe, die die Brücke passieren wollten, mit voller Rückwärtsfahrt eine Kollision mit dem Bauwerk verhindern. Ließ sie sich nach einer Schiffspassage nicht mehr schließen, verursachte sie auf der stark befahrenen Straße lange Staus.
Eine Geschichte vom verantwortlichen Architekten erzählt, dass dieser sich wegen der unzähligen Mängel der Herrenbrücke von derselben gestürzt habe. Dies konnte aber bisher nicht belegt werden. Die Stadt Lübeck investierte in die Brücke, den einstigen Stolz der Stadt, im Laufe ihrer Lebenszeit große Geldsummen für Modifikationsmaßnahmen, die die Brücke zuverlässiger machen sollten, und für den Unterhalt. Zuverlässig wurde der Klappmechanismus jedoch nie. Zusätzlich wurden bei den Rampenbrücken aus Spannbeton unzureichend verpresste Spannglieder festgestellt, die so große Korrosion aufwiesen, dass ab dem Jahr 2000 eine Online-Überwachung der Verformungen der Brücke installiert und das maximal zulässige Fahrzeuggewicht auf 40 Tonnen begrenzt wurde.
Daher entschloss sich die Stadt Lübeck als Ersatzbauwerk einen Tunnel bauen zu lassen.

## Ersatz der Brücke durch den Herrentunnel
Am 26. August 2005 wurde die Brücke durch den privat finanzierten, mautpflichtigen Herrentunnel ersetzt. In der Zeit von August 2005 bis September 2006 wurde die Brücke abgerissen.
Für Fußgänger und Radfahrer stellt diese Lösung allerdings eine Verschlechterung dar, weil sie den Tunnel nur in Shuttle-Bussen der Lübeck-Travemünder Verkehrsgesellschaft (LVG) durchqueren dürfen. Dieser für den Nutzer kostenlose Dienst ist aber, je nach Fahrplan, mit gewissen Wartezeiten verbunden.

## Besonderes
1996 spielte die Herrenbrücke eine Hauptrolle bei der Fernsehshow „Wetten, dass..?“. In der Außenwette fuhr das Segelschulschiff Khersones durch die offenen Brückenklappen und betätigte mit den Rahnocken an der Brücke befestigte Schalter.
Am 10. November 2005 nutzte Greenpeace die Brücke, um mit Seilen den Schiffsverkehr auf der Trave zu blockieren und so gegen die Forstpolitik des Stora-Enso-Konzerns in Nordfinnland zu demonstrieren. Der finnische Papierexport lief zum überwiegenden Teil über den Lübecker Hafen.